# Nico Semsrott
Nico Semsrott, né le 11 mars 1986 à Hambourg, est un homme politique allemand, membre de Die PARTEI. Il est député européen de 2019 à 2024.

## Biographie
Pendant sa scolarité à l'école Sophie-Barat de Hambourg, Semsrott fait partie de la rédaction du journal scolaire Sophies Welt. Après une dispute avec la direction de l'école, il fonde avec son frère cadet, l'actuel journaliste Arne Semsrott (de), le journal scolaire indépendant — primé par la suite — Sophies Unterwelt. La vente de ce journal dans l'enceinte de l'école est interdite par la direction, mais autorisée en dehors de l'enceinte de l'école après le succès d'une plainte déposée par Semsrott et son frère.
Après son baccalauréat, Semsrott effectue deux stages de journalisme ainsi qu'à la Schaubühne de Berlin et fait une année de volontariat social à la Junge Presse de Hambourg. Il entame des études de sociologie et d'histoire à l'université de Hambourg qu'il abandonne après six semaines.
Depuis 2007, Semsrott se produit en tant que personnage artistique d'apparence dépressive dans des poetry slams, sur des scènes de cabaret et à la télévision. Il se présente généralement au public comme un « entraîneur de démotivation ». Son premier programme solo, intitulé Freude ist nur ein Mangel an Information (« la joie n'est qu'un manque d'information »), est présenté pour la première fois le 14 juin 2012 à Hambourg. En 2014, Semsrott part en tournée avec une version constamment actualisée du programme, le titre étant complété par la mention "Update" et un numéro de version augmenté de 0,5 chaque année. Depuis 2019, il fait une pause en raison de son engagement politique dans le parti politique satirique Die PARTEI. De 2017 à 2019, il a fait partie de la troupe de l'émission heute-show sur la ZDF.
Il est élu député européen en 2019 et siège pendant la 9e législature au sein du groupe des Verts/Alliance libre européenne.